# Angitis
Der Angitis (griechisch Αγγίτης (m. sg.), altgriechische Aussprache Angítēs), auch Aggitis, Angista oder Dramatitsa genannt, ist ein Fluss in der nordgriechischen Region Ostmakedonien und Thrakien. Der Fluss ist 75 km lang und ein wichtiger Nebenfluss des Strymonas.
Seine Quelle liegt im Falakro-Massiv in der Nähe von Prosotsani im Regionalbezirk Drama. Er fließt nach Süden bis Fotolivos, von dort weiter in Richtung Westen in den Regionalbezirk Serres und mündet bei Myrkinos in den Unterlauf des Strymonas.

## Angitis-Schlucht und Alistrati-Höhle
In der Nähe des Ortes Alistrati im Gebiet von „Petroto“ befinden sich – für den Tourismus erschlossen – die Angitis-Schlucht und die Alistrati-Höhle.
Unmittelbar bei Höhle und Schlucht verläuft die Bahnstrecke Thessaloniki–Alexandroupoli.

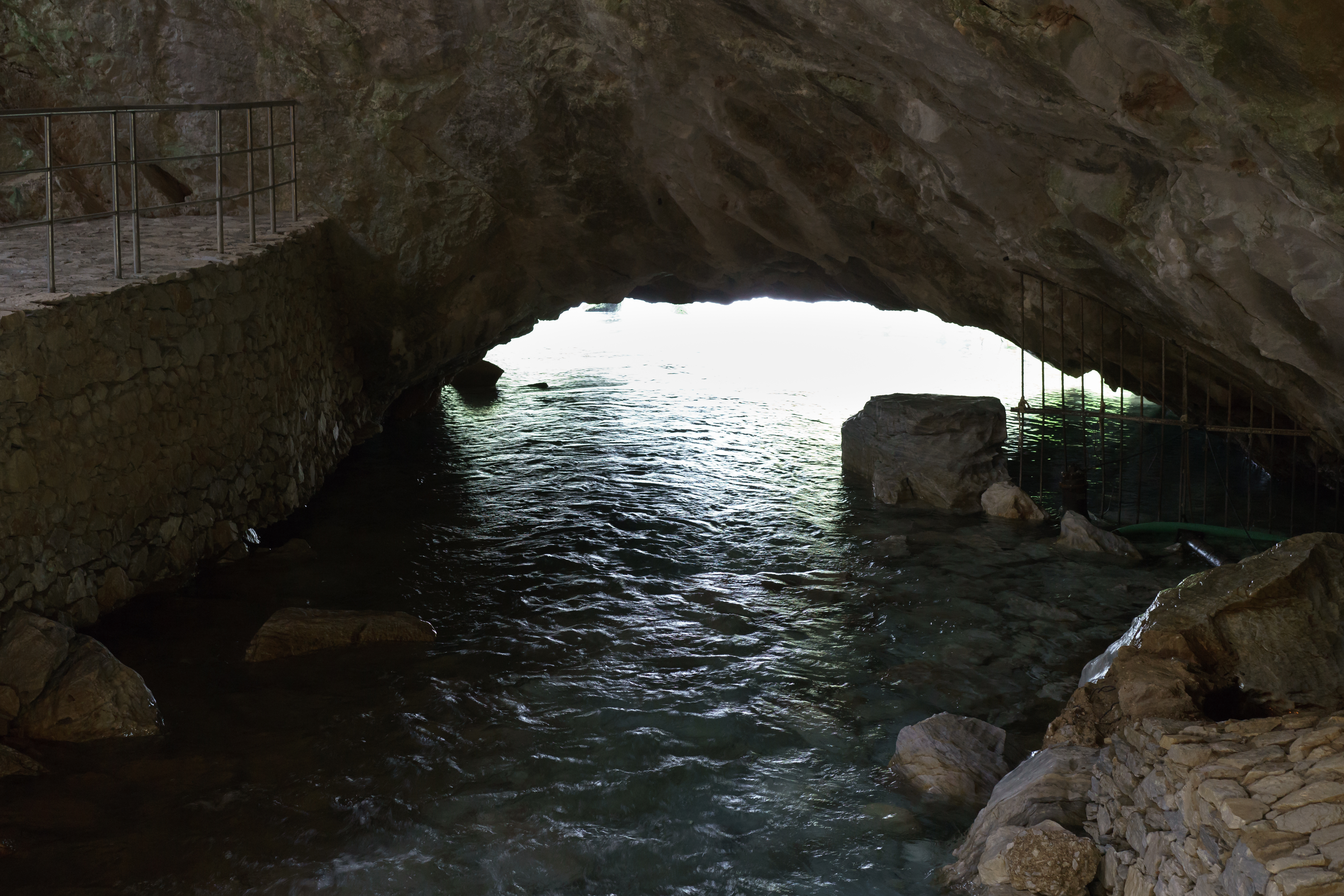
Angitis-Quelle vor dem Höhlenaustritt
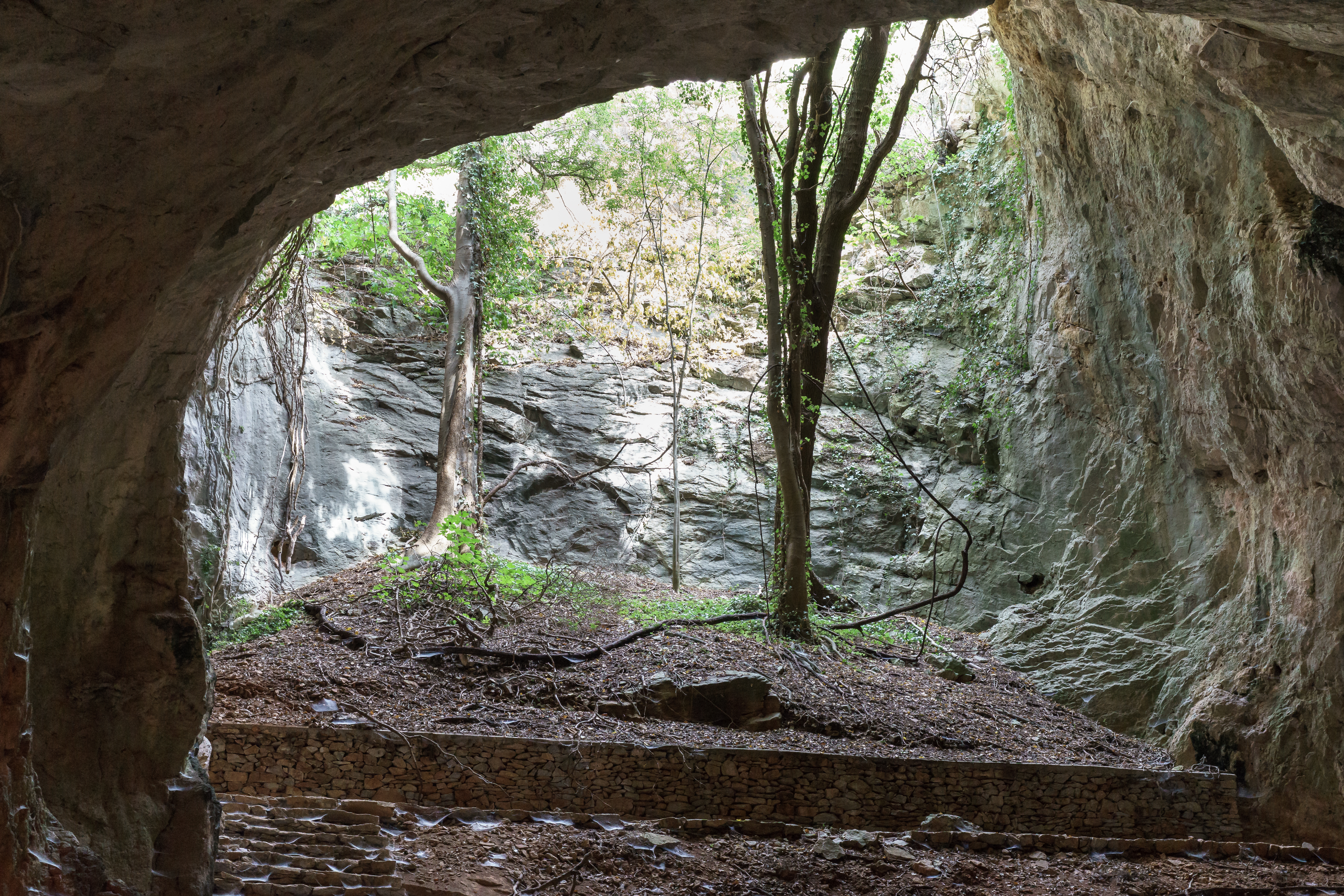
Angitis-Höhle
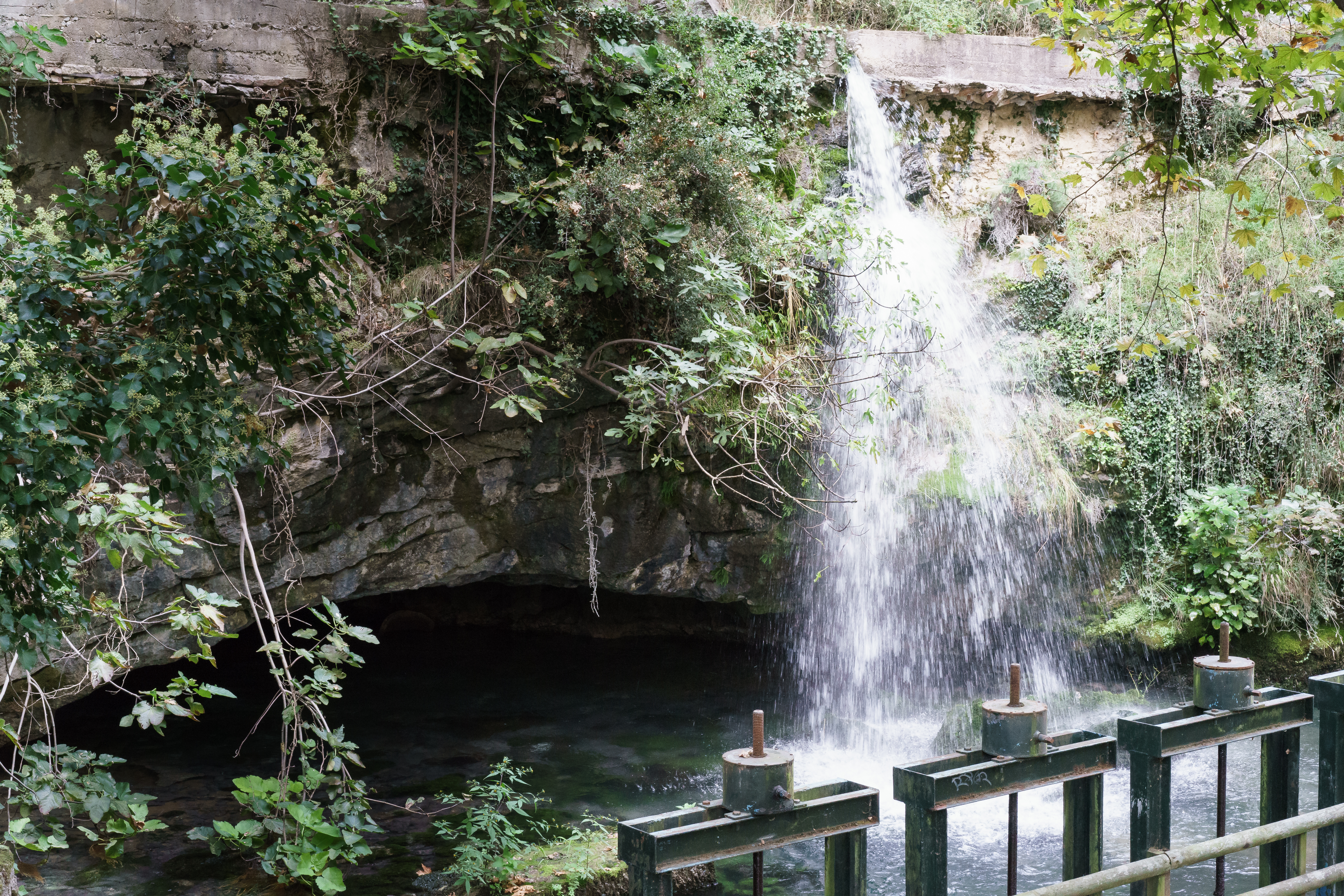
Angitis-Quelle unmittelbar am Höhlenaustritt
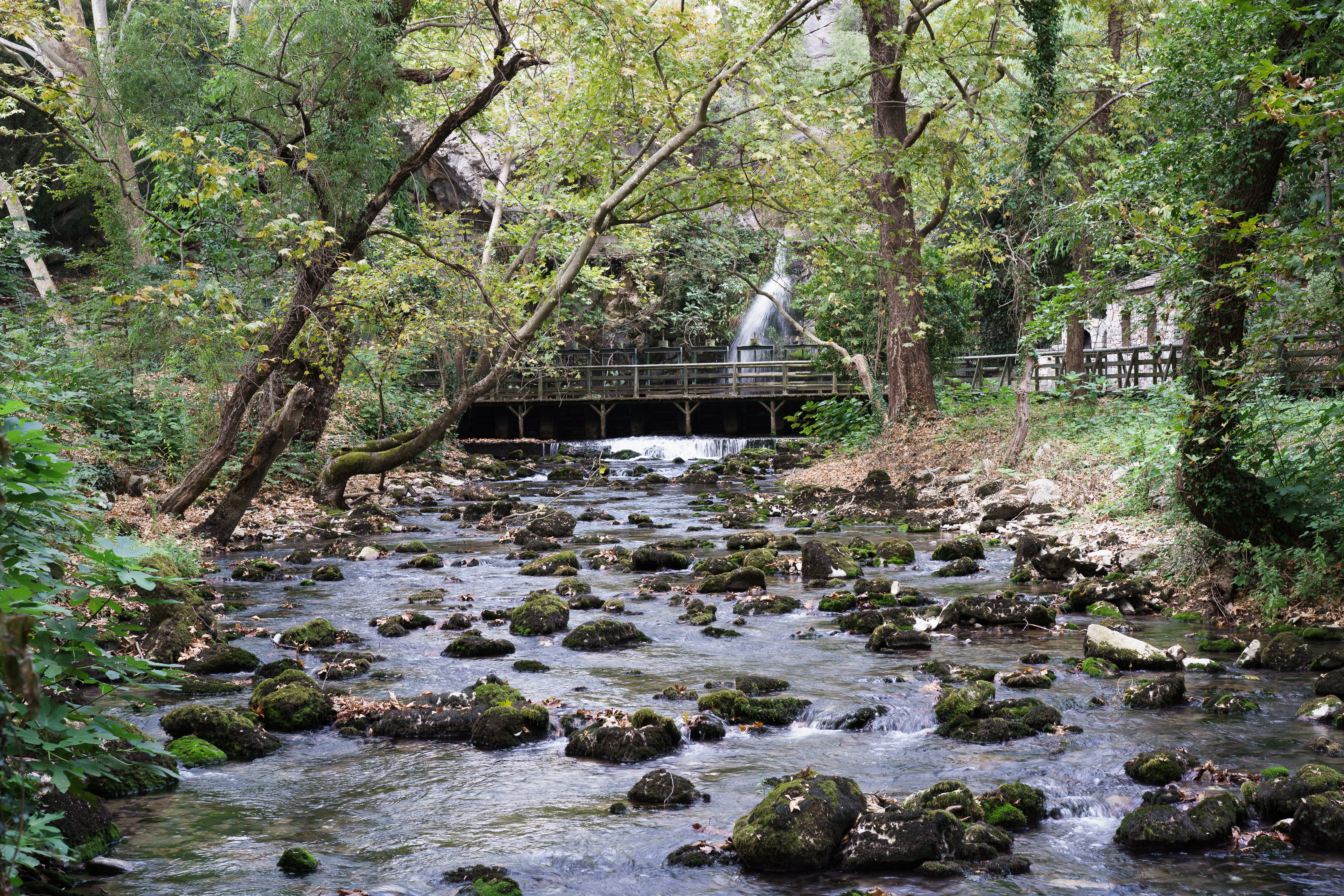
Angitis nahe der Quelle
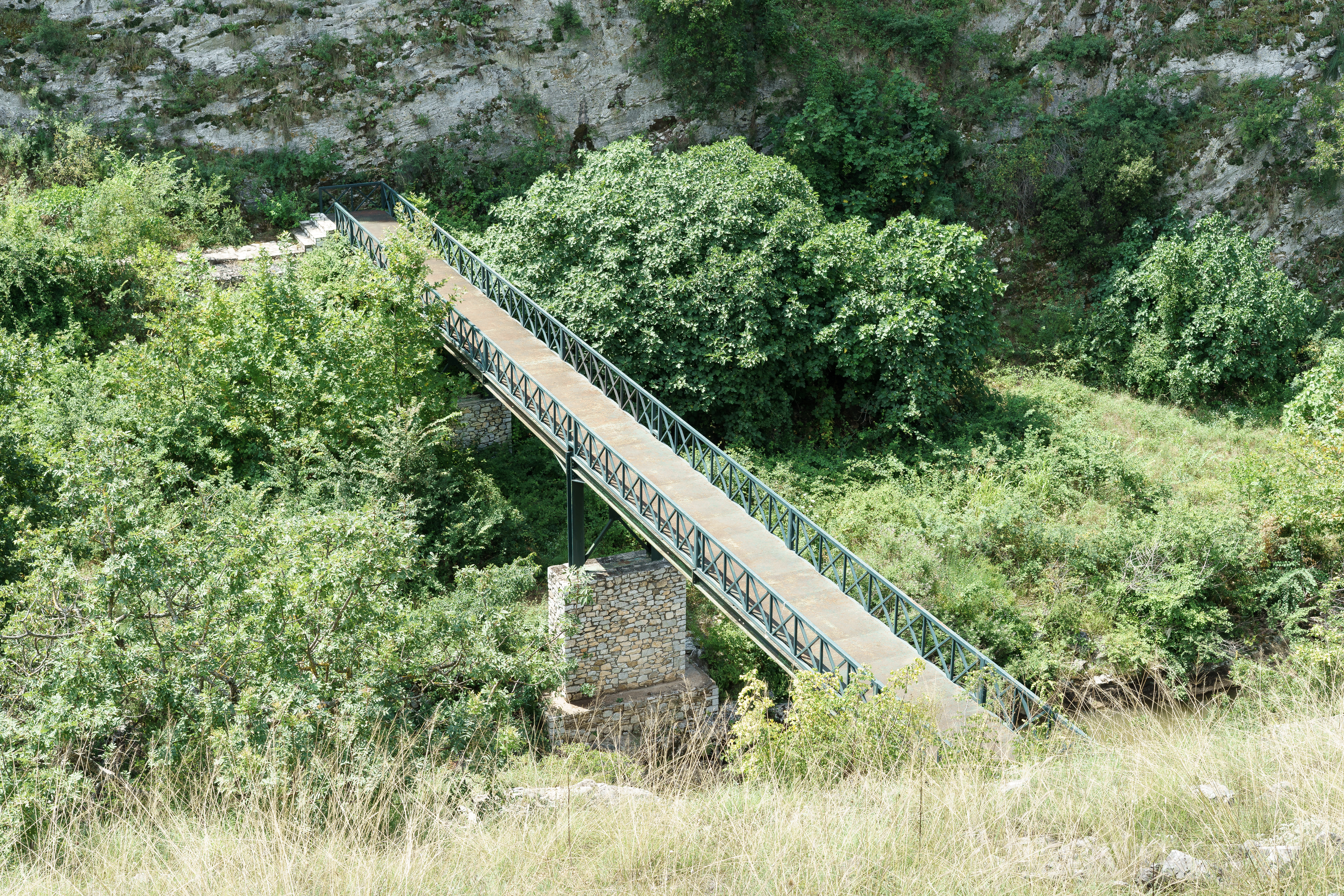
Brücke über die Angitis-Schlucht nahe der Alistrati-Höhle
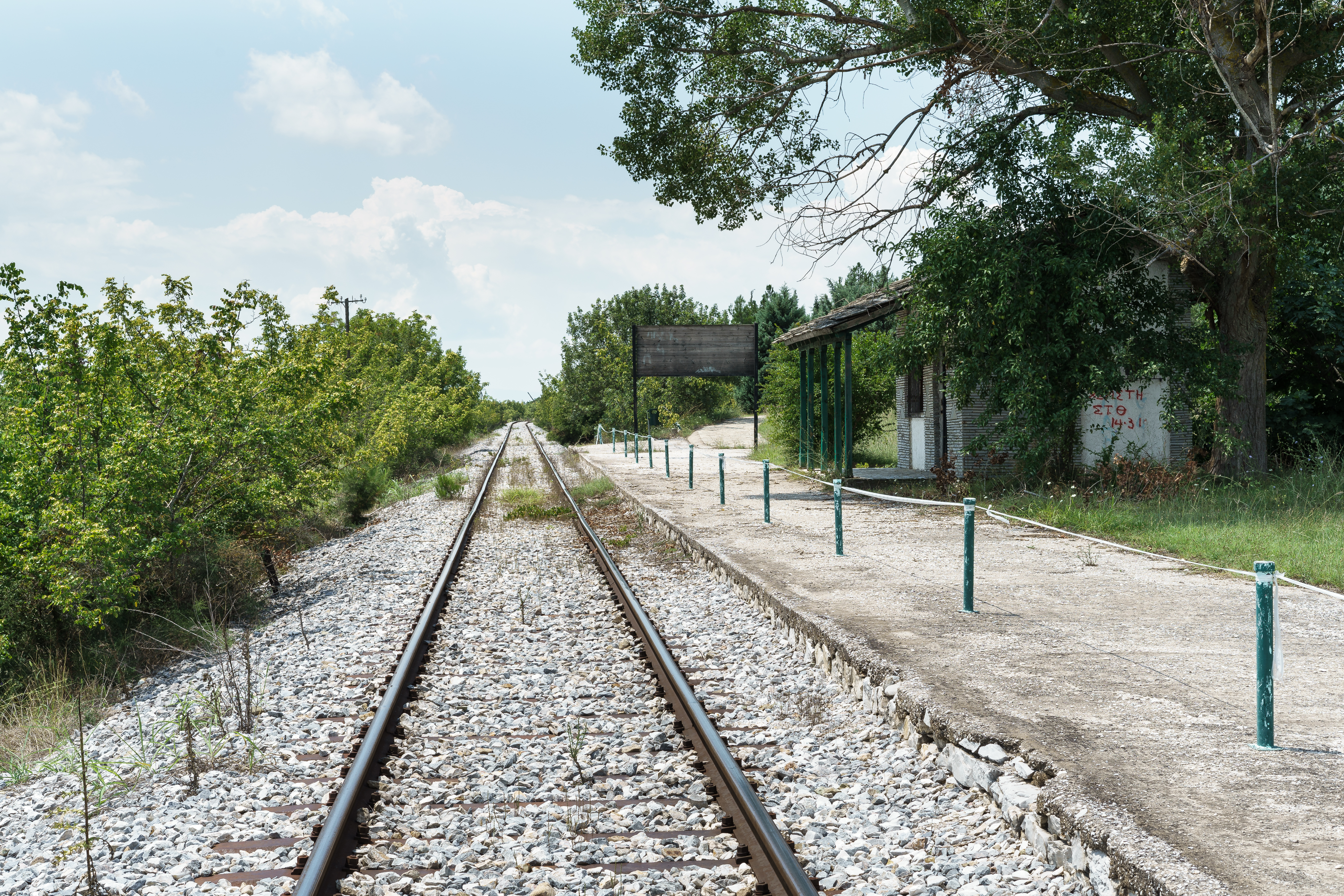
Bahnstation Kryopigi (Spileo Alistratis) nahe der Alistrati-Höhle